# Општина Карлиђеле (Вранча)
Карлиђеле (рум. Cârligele) општина је у Румунији у округу Вранча.
Oпштина се налази на надморској висини од 207 m.